# Amin
 For alternative betydninger, se Amin (flertydig). (Se også artikler, som begynder med Amin)
Aminer er organiske derivater af ammoniak. Dvs. at et eller flere af ammoniaks brintatomer er udskiftet med organiske sidekæder som indeholder kulstofatomer. Den funktionelle gruppe i en amin er en aminogruppe.
Aminer inddeles i tre grupper, afhængig af hvor mange sidekæder der sidder på nitrogenatomet:
- Primære aminer indeholder en organisk sidekæde, R-NH2
- Sekundære aminer indeholder to organiske sidekæder, R1,R2-NH
- Tertiære aminer indeholder tre organiske sidekæder, R1,R2,R3-N

"R" repræsenterer her sidekæderne, som både kan være ens og forskellige. Hvis sidekæderne er alifatiske, kaldes aminerne alkylaminer. Hvis de derimod er aromatiske, kaldes aminerne arylaminer.
Organiske stoffer der indeholder både aminogrupper og carboxylsyregrupper kaldes aminosyrer.

## Kemiske egenskaber
Aminens kvælstofatom har et enligt elektronpar, hvilket betyder at aminer kan donere et elektronpar i hydrogenbindinger. Det enlige elektronpar er også ansvarlig for mange af de kemiske reaktioner som aminer kan deltage i.